# 城子镇 (陇川县)
城子镇，是中华人民共和国云南省德宏傣族景颇族自治州陇川县下辖的一个乡镇级行政单位。

## 行政区划
城子镇下辖以下地区：
城子社区、城子村、曼冒村、新寨村、巴达村、撒定村、姐乌村、扎多村和磨水村。